# Panoramio
Panoramio var et website hvor private brugere kan uploade digitale fotografier. I modsætning til Flickr er Panoramios fokusområde billeder af verden via GeoTagging.  Panoramio påbegyndtes i 2005 og lukkede 4. november 2016. En stor del af billederne overføres til Wikimedia Commons 

## Historie
Panoramio startede som et hobby-projekt af de to spaniolere Joaquín Cuenca Abela og Eduardo Manchón Aguilar i sommeren 2005. 3. oktober blev sitet så lanceret.

Kort tid efter lanceringen blev Panoramio integreret i Google Earth, således at brugere af Google Earth havde mulighed for at se billeder forskellige steder i verden, på baggrund af geotag-informationerne.

I sommeren 2006 overgik Panoramio til at være et brugerstøttet projekt, begge de to stiftere begyndte at koncentrere sig fuldtids om projektet og de fik også en tredje mand med ind; Jose Florido Conde.

2. juni 2007 annonceret holdet bag Panoramio så, at Panoramio ville blive overtaget af Google to uger senere; og at brugerne så havde to uger til opt-out.

## Link
www.panoramio.com (Panoramio verdenskort Arkiveret 19. januar 2014 hos  Wayback Machine)